# Siegfried Schürenberg
Siegfried Schürenberg (* 12. Januar 1900 in Detmold als Siegfried Hermann Andreas Wittig; † 31. August 1993 in Berlin) war ein deutscher Schauspieler und Synchronsprecher.

## Leben
Siegfried Schürenberg entstammte einer Künstlerfamilie. Sein Vater war der Schauspieler und Bühnendarsteller Emil Wittig, seine Mutter die Opernsängerin Thekla Wittig. Er besuchte in Gera die Grundschule und das humanistische Gymnasium. Ab 1913 lebte er in Berlin und wurde 1917 noch vor dem Abitur zum Militärdienst eingezogen. Nach einer Rotkreuzausbildung verbrachte er den Rest des Krieges an der Westfront.
Nach Kriegsende erwog er zunächst, Medizin zu studieren, entschloss sich dann aber zu privatem Schauspielunterricht in Berlin. Dabei wurde er einer der letzten Schauspielschüler des renommierten Max Reinhardt. Als Künstlernamen wählte er den Nachnamen der Mutter seines Vaters. 1920 gab er nach einjährigem Unterricht in Stolp sein Bühnendebüt. 1921 spielte er am Stadttheater Potsdam, 1922 am Stadttheater Stralsund, 1923 am Stadttheater Bonn und 1924 am Stadttheater Stettin. Er spielte Liebhaberrollen ebenso wie komische Rollen und sang auch in Operetten als Buffo. Zwei Jahre verbrachte er am Stadttheater Kiel, 1927/28 war er an den Hamburger Kammerspielen engagiert und 1928/29 am Stadttheater Bremen. 1929 ging er ans Schauspielhaus Zürich, 1931 schloss er einen Dreijahresvertrag mit den Reinhardt-Bühnen. Er spielte am Deutschen Theater in Berlin und am Theater in der Josefstadt in Wien. 1933/34 agierte er am Theater der Jugend im Schillertheater, im Jahr darauf am Theater in der Stresemannstraße. In den nächsten Jahren konzentrierte er sich auf seine Filmarbeit.
Frühzeitig fand Schürenberg größere Rollen in Kinoproduktionen. So stellte er 1934 in Der Herr der Welt den Sympathieträger dar, der die Weltherrschaftspläne eines mad scientist durchkreuzt. Drei Jahre später gab er den zwielichtigen Widerpart von Hans Albers in Der Mann, der Sherlock Holmes war.
Bei Kriegsbeginn 1939 wurde er eingezogen und musste nach den Dreharbeiten zu Fahrt ins Leben erneut einrücken. Er kam bei einer Sanitätseinheit in Frankreich unter und wurde erst freigestellt, als das Straßburger Theater 1941/42 als deutsches Prestige-Theater aufgebaut wurde. Hier spielte Schürenberg bis zur Theaterschließung 1944, dann machte er mit einer Schauspieltruppe Fronttheater. Nach Kriegsende ging er wieder an das Schauspielhaus Zürich, wo er bis 1952 blieb. Danach spielte er an verschiedenen Bühnen wie dem Lessingtheater und dem Hebbel-Theater.
In den 1950er-Jahren und 1960er-Jahren wurde der Charakterdarsteller Schürenberg trotz seiner Wandlungsfähigkeit immer mehr auf den Typus der seriösen, aber dennoch karikierend angelegten Autoritätsperson festgelegt, etwa als Zigarren rauchender Oberstleutnant Bütov in Die Brücke (1959) oder als Kriminalkommissar Berg kurz vor dem Ruhestand in Die Herren mit der weißen Weste (1970).

## „Sir John“

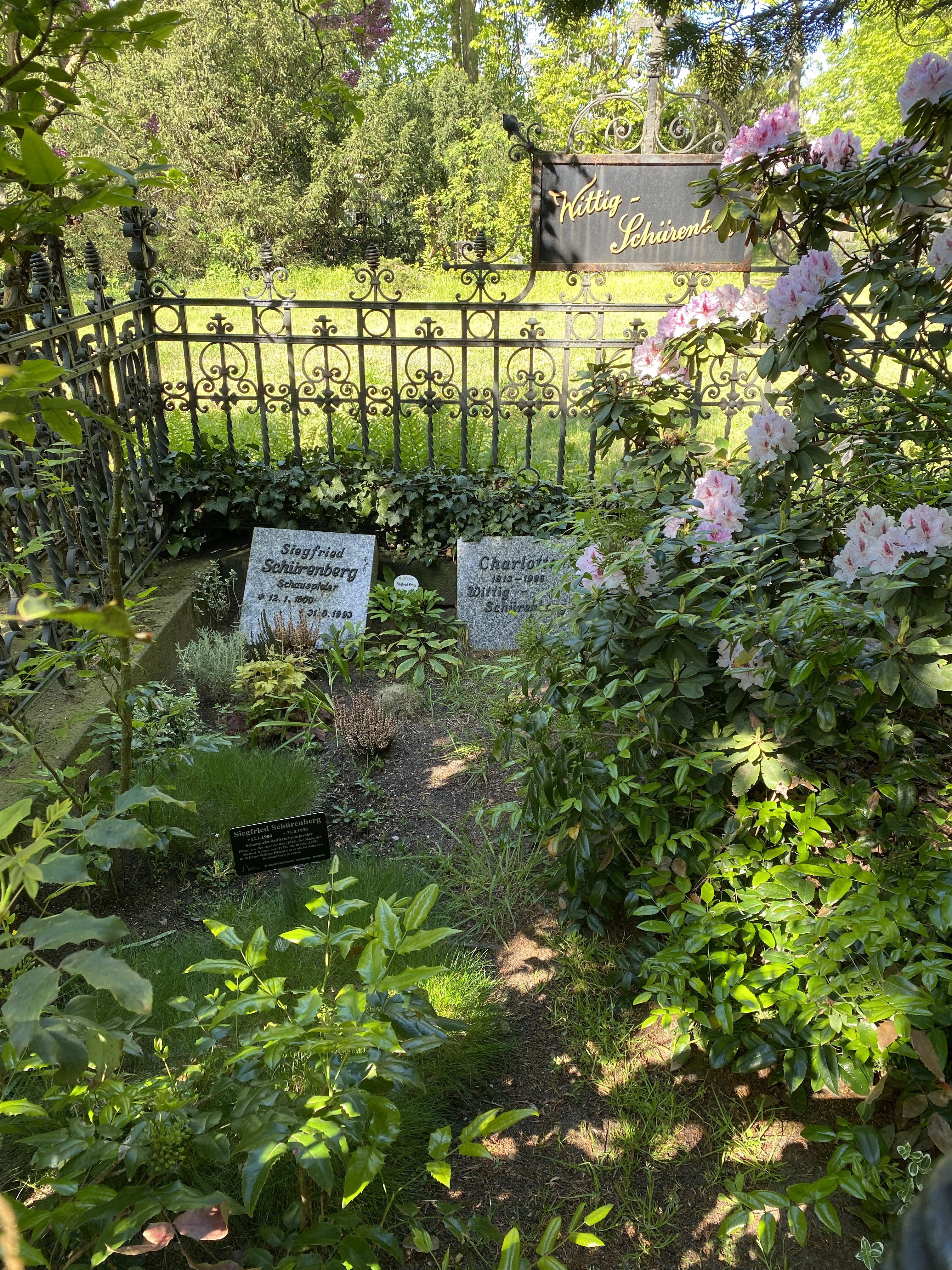
Grabstätte auf dem Friedhof I der Jerusalems- und Neuen Kirchengemeinde

Schürenberg war bereits über 60 Jahre alt, als er in diesem Rollenfach seine größte Popularität erreichte. In seiner bis heute bekanntesten und beliebtesten Rolle trat er ab 1962 als Scotland-Yard-Chef Sir John in Erscheinung. Die Rolle des Yard-Chefs war in den ersten Filmen der Wallace-Reihe noch von Ernst Fritz Fürbringer gespielt worden, der als Sir Archibald ernst und humorlos auftrat. Schürenberg dagegen spielte den Polizeichef in karikierender Überzeichnung als ebenso pompösen wie begriffsstutzigen Vorgesetzten mit begrenzten kriminalistischen Fähigkeiten, der (außer in Der Hund von Blackwood Castle) unfähig ist, einen Fall aufzuklären, und sich auf seine scharfsinnigen Inspektoren verlassen muss.
Obwohl Schürenberg in den Filmen oft nur wenige Szenen hatte, war das Erscheinen von Sir John für die Zuschauer nahezu unverzichtbar. Der Darsteller wurde von den Produzenten deshalb innerhalb von neun Jahren in dreizehn Wallace-Filmen als Sir John eingesetzt. Schürenberg war damit der Schauspieler, der innerhalb der Wallace-Reihe am häufigsten dieselbe Rolle spielte. Seine Popularität führte dazu, dass er in vier weiteren Wallace-Filmen ganz ähnlich gelagerte Figuren darstellte (z. B. als Sir Geoffrey oder Sir Philip). Schürenberg war in elf Jahren in sechzehn Wallace-Filmen zu sehen.
1974 zog sich Schürenberg von seinem Beruf weitgehend zurück. Ende August 1993 starb er im Alter von 93 Jahren.
Seine Grabstätte befindet sich auf dem Friedhof I der Jerusalems- und Neuen Kirchengemeinde in Berlin-Kreuzberg.
Siegfried Schürenbergs erster Sohn Sven (1922–1973) war Fernsehjournalist des WDR mit Schwerpunkt Tschechoslowakei sowie Hörfunksprecher. Er starb an einer Krebserkrankung. Sohn Andreas (1937–1966) war ebenfalls Schauspieler. Er schied durch Suizid aus dem Leben.

## Synchronarbeiten
Bereits seit 1932 arbeitete Siegfried Schürenberg umfangreich in der Synchronisation und wurde zu dieser Zeit von den Metro-Goldwyn-Mayer-Synchronstudios in Berlin als deutscher Sprecher von Clark Gable unter Vertrag genommen. Seine Interpretation der Rollen Gables war so erfolgreich, dass die MGM-Synchron 1953 bei der deutschen Bearbeitung von Vom Winde verweht auf einem erneuten Einsatz Schürenbergs bestand. Bis 1980 synchronisierte er über 400 Filmproduktionen und lieh zahlreichen internationalen Kollegen seine sonore Stimme, z. B. Howard Keel (Mississippi-Melodie), Kirk Douglas (Die Fahrten des Odysseus), Cary Grant (Nicht so schnell, mein Junge), Edward Andrews (Elmer Gantry), Walter Matthau (Der Glückspilz), Laurence Olivier (Spartacus), Hugh Griffith (Wie klaut man eine Million?), Vincent Price (Geheimaktion Carlotta), George Sanders (sehr oft, u. a. Salomon und die Königin von Saba), Bernard Lee (als M in den James-Bond-Filmen James Bond jagt Dr. No, Liebesgrüße aus Moskau und Man lebt nur zweimal), C. Aubrey Smith (Tarzan, der Affenmensch) oder dem verschlagenen Tiger Shir Khan in Walt Disneys Das Dschungelbuch oder auch Julius Caesar in zwei Asterix-Zeichentrickfilmen (Asterix und Kleopatra, Asterix erobert Rom).

## Filmografie

### Kinofilme
- 1933: Der Läufer von Marathon
- 1934: Ein Mann will nach Deutschland
- 1934: Der Herr der Welt
- 1935: Lockspitzel Asew
- 1935: Der Kosak und die Nachtigall
- 1935: Vergiß mein nicht
- 1935: Der höhere Befehl
- 1936: Verräter
- 1937: Menschen ohne Vaterland
- 1937: Der Mann, der Sherlock Holmes war
- 1937: Zu neuen Ufern
- 1938: Andalusische Nächte
- 1939: Der grüne Kaiser
- 1939: Flucht ins Dunkel
- 1939: Sensationsprozeß Casilla
- 1939: Premiere der Butterfly
- 1940: Fahrt ins Leben
- 1941: Am Abend auf der Heide
- 1954: Conchita und der Ingenieur
- 1955: Der 20. Juli
- 1955: Du mein stilles Tal
- 1955: Alibi
- 1956: Mein Vater, der Schauspieler
- 1956: Anastasia, die letzte Zarentochter
- 1956: Ein Herz kehrt heim
- 1957: Stresemann
- 1957: Ein Leben für Zeiss
- 1957: Glücksritter
- 1957: Wie ein Sturmwind
- 1957: Der Stern von Afrika
- 1957: Franziska
- 1957: Anders als du und ich (§ 175)
- 1957: Gejagt bis zum Morgen
- 1957: Die Schönste
- 1958: Lilli – ein Mädchen aus der Großstadt
- 1958: Das verbotene Paradies
- 1958: Solange das Herz schlägt
- 1959: Die Reise (The Journey)
- 1959: Und das am Montagmorgen
- 1959: Der Rest ist Schweigen
- 1959: Menschen im Hotel
- 1959: Die Brücke
- 1959: Alt Heidelberg
- 1960: Ich schwöre und gelobe
- 1960: Der Rächer
- 1961: Das letzte Kapitel
- 1961: Frau Irene Besser
- 1962: Die Tür mit den sieben Schlössern
- 1962: Das Gasthaus an der Themse
- 1963: Der Zinker
- 1963: Das indische Tuch
- 1964: Zimmer 13
- 1964: Die Gruft mit dem Rätselschloß
- 1964: Der Hexer
- 1965: Neues vom Hexer
- 1965: Der unheimliche Mönch
- 1966: Der Bucklige von Soho
- 1966: Das Geheimnis der weißen Nonne
- 1967: Das älteste Gewerbe der Welt (Le plus vieux métier du monde)
- 1967: Die blaue Hand
- 1967: Der Mönch mit der Peitsche
- 1968: Der Hund von Blackwood Castle
- 1969: Klassenkeile
- 1969: Herzblatt oder Wie sag ich’s meiner Tochter?
- 1970: Das gelbe Haus am Pinnasberg
- 1970: Die Herren mit der weißen Weste
- 1970: Musik, Musik – da wackelt die Penne
- 1970: Unsere Pauker gehen in die Luft
- 1971: Wer zuletzt lacht, lacht am besten
- 1971: Der Teufel kam aus Akasava
- 1971: Die Tote aus der Themse
- 1971: Rosy und der Herr aus Bonn
- 1971: X 312 – Flug zur Hölle
- 1972: Der Todesrächer von Soho
- 1974: Als Mutter streikte

### Fernsehen
- 1960: Das Haus voller Gäste
- 1961: Die kleinen Füchse
- 1962: Parkstr. 13
- 1966: Kubinke